# فلورنتن بيتري
فلورنتن بيتري (بالرومانية: Florentin Petre)‏ (و. 1976 – م) هو لاعب كرة قدم، ومدرب كرة قدم من رومانيا . ولد في بوخارست .

## روابط خارجية
- فلورنتن بيتري على موقع الاتحاد الدولي (مؤرشف)  (الإنجليزية)
- فلورنتن بيتري على موقع الاتحاد الأوربي (الإنجليزية)
- فلورنتن بيتري على موقع قاعدة بيانات كرة القدم.إي يو (الإنجليزية)
- فلورنتن بيتري على موقع ناشيونال فوتبول تيمز (الإنجليزية)
- فلورنتن بيتري على موقع Soccerway.com (الإنجليزية)
- فلورنتن بيتري على موقع عالم كرة القدم.نت (الإنجليزية)
- فلورنتن بيتري على موقع eWRC-results.com (الإنجليزية)